# كينكيتشي سوجيموتو
كينكيتشي سوجيموتو (باليابانية: 杉本健吉) هو رسام ومصمم جرافيك ياباني، ولد في 20 سبتمبر 1905 في ناغويا في اليابان، وتوفي في 10 فبراير 2004.